# Fletschhorn
Fletschhorn är ett berg i Schweiz.   Det ligger i distriktet Visp och kantonen Valais, i den södra delen av landet, 100 km söder om huvudstaden Bern. Toppen på Fletschhorn är 3 993 meter över havet, eller 561 meter över den omgivande terrängen. Bredden vid basen är 4,1 km.
Terrängen runt Fletschhorn är huvudsakligen mycket bergig. Närmaste större samhälle är Brig, 16,7 km norr om Fletschhorn. 
Trakten runt Fletschhorn består i huvudsak av gräsmarker. Trakten runt Fletschhorn är nära nog obefolkad, med mindre än två invånare per kvadratkilometer.